# Randament mecanic
În ingineria mecanică randamentul mecanic este un raport adimensional care măsoară randamentul unui mecanism sau mașini în transformarea puterii intrate în puterea la ieșire. O mașină este o legătură în care o forță aplicată într-un punct efectuează lucru mecanic deplasând o sarcină dintr-un loc în alt loc. În orice moment puterea de intrare la o mașină este egală cu forța de intrare înmulțită cu viteza punctului de intrare. Similar, puterea de ieșire este egală cu forța exercitată asupra sarcinii înmulțită cu viteza sarcinii. Randamentul mecanic al unei mașini (deseori reprezentat de litera greacă eta: {\displaystyle \eta }) este un număr adimensional între 0 și 1, care este raportul dintre puterea de ieșire a mașinii și puterea la intrare.
{\displaystyle \eta ={\frac {\text{Puterea la iesire}}{\text{Puterea la intrare}}}}
Deoarece o mașină nu conține o sursă de energie și nici nu poate stoca energia, din legea conservării energiei reiese că puterea la ieșire a unei mașini nu poate fi niciodată mai mare decât cea de la intrare, astfel încât randamentul nu poate fi niciodată mai mare de 1.
Toate mașinile reale pierd energie prin frecare; energia este disipată sub formă de căldură. Prin urmare, puterea lor la ieșire este mai mică decât puterea lor la intrare,
{\displaystyle {\text{Puterea la iesire}}={\text{Puterea la intrare}}-{\text{Puterea pierduta prin frecare }}}
iar randamentul lor este mai mic de 1. O mașină ipotetică fără frecare se numește mașină ideală. O astfel de mașină nu ar avea pierderi de energie, astfel încât puterea sa de ieșire ar fi egală cu puterea de intrare, iar randamentul său ar fi 1 (100 %).